# Tadasuni
Tadasuni är en ort och kommun i provinsen Oristano i regionen Sardinien i Italien. Kommunen hade 146 invånare (2017).